# Туньестала
Туньестала (серб. Туњестала, хорв. Tunjestala) — населенный пункт (деревня) в общине Дервента, который принадлежит энтитету Республике Сербской, Босния и Герцеговина. По результатам югославской переписи населения 1991 года в Туньестале проживало 163 человека.

## Население
В населении деревни преобладают хорваты, доля остальных национальностей в населении Туньесталы очень незначительная.
| 1991                           | - | - | - | - | - | - |
| ------------------------------ | - | - | - | - | - | - |
| 163                            | - | - | - | - | - | - |
| Гистограмма динамики населения |   |   |   |   |   |   |